# Mănăstirea Dancu din Iași
Mănăstirea Dancu din Iași a fost o mănăstire ortodoxă care a existat în Iași între secolele al XVI-lea și al XX-lea. În 1541, în timpul domniei lui Petru Rareș, popa Iurie și boierul Dancu împreună cu soția sa Sofronia au ctitorit o biserică cu hramul Sfinții Voievozi Mihail și Gavriil în mahalaua Măjilor din Târgul de Sus. Biserica a fost distrusă în marele incendiu din anul 1693 și a fost reconstruită în 1701, în timpul celei de-a doua domnii a lui Constantin Duca. Acesta a construit noi clădiri în jurul bisericii și a transformat-o în mănăstire pe care a închinat-o mănăstirii Xiropotamu de la Muntele Athos.
Călugării greci au stăpânit mănăstirea și numeroasele moșii și sate din jurul Iașului dar și dincolo de Prut până la secularizarea averilor mănăstirești realizată de Alexandru Ioan Cuza când, datorită reducerii averilor mănăstirii, o părăsesc.
Biserica mănăstirii s-a transformat în biserică parohială, devenind o filială a bisericii Sfântul Sava, iar în fostele chilii s-au instalat Reuniunea Femeilor Române precum și Școala de Croitorie și Albituri, prima școală de menaj destinată fetelor provenite din familii cu greutăți financiare.
Afectată de cutremurul din 1802, deși a fost renovată la 1840-1841, biserica s-a degradat  treptat iar turnul construit de Constantin Duca s-a năruit astfel încât după Războiul de Independență biserica era o ruină și a fost demolată în 1903. În imediata vecinătate a mănăstirii, între 1894-1896, a fost construit Teatrul Național din Iași care s-a extins ulterior pe o parte a terenului fostei mănăstiri.
Aflând de decizia demolări bisericii, Rudolf Suțu scria:
„Se hotărește dărâmarea bisericei Dancu, vechea biserică care stătea în coastele Teatrului Național. Mocnea deja biserica aceasta în ruină, în melancolia care o învăluia, ca un om încărcat de ani, cuprins de amintirile trecutului.
Era o biserică istorică, dar muribundă acum, cu ferestrele-i mici și lungărețe, resfrângând întunerecul perpetuu dinăuntru. Par’că se împuțina și din întreaga clădire, din mărime, se afunda mereu în pâmânt, cu cât sa înălța Teatrul Național, cu cât se înmulțeau clădirile impunătoare din vecinătate. Era în ultimile sale clipe, ca un templu părăsit. Și câți dintre ieșeni își mai aduc aminte de biserica Dancu? ”— Rudolf Suțu, Iașii de odinioară, vol. I, Tipografia „Lumina Moldovei”, Iași, 1923, p. 143.